# Миклашевський Микола Миколайович
Миклашевський Микола Миколайович (1860–1909) — російський політичний діяч початку ХХ століття.

## Життєпис
Закінчив юридичний факультет Московського університету. У 1891–1906 роках був членом Харківського окружного суду. Співпрацював у газеті «Русские ведомости». Голова Харківської відділу «Союзу Визволення», а пізніше і Харківського комітету Конституційно-демократичної партії. За переконаннями соціаліст.
2 березня 1906 року через участь у партії конституційних демократів звільнений з посади члена окружного суду за розпорядженням вищого дисциплінарного присутності Сенату.
15 квітня 1906 року обраний до Державної думи від загального складу вибірників Чернігівського губернського виборчого зборів. Увійшов до Конституційно-демократичній фракції.
10 липня 1906 року у місті Виборг підписав «Виборзьку відозву», за що був засуджений до 3 місяців ув'язнення і позбавлений права балотуватися на будь-які виборні посади.
Помер у 1909 році незабаром після відбуття ув'язнення.